# Longa (Italië)
Longa is een plaats (frazione) in de Italiaanse gemeente Schiavon.